# Draganlug
Draganlug falu Horvátországban, Pozsega-Szlavónia megyében. Közigazgatásilag Cseglényhez tartozik.

## Fekvése
Pozsegától légvonalban 20, közúton 25 km-re keletre, községközpontjától  légvonalban 4, közúton 16 km-re délnyugatra, a Dilj-hegység északi lejtői alatt, a Longya jobb partján fekszik. 

## Története
A „Pilana” nevű régészeti lelőhely leletei azt igazolják, hogy itt már a történelem előtti időben is volt emberi település. A mai falu 19. század végén mezőgazdasági majorként keletkezett a kutjevói uradalom területén. 170 ezer darabos ültetvénnyel itt létesítették nemcsak az akkori ország, de egész Európa legnagyobb gyümölcsösét, ahova Dél-Magyarországról és a Monarchia más vidékeiről telepítettek be mezőgazdasági munkásokat. 1900-ban 135, 1910-ben 130 lakosa volt a településnek. Az 1910-es népszámlálás szerint lakosságának 45%-a magyar, 18-18%-a horvát és német, 8%-a cseh, 6%-a szlovák, 4%-a szerb anyanyelvű volt. Pozsega vármegye Pozsegai járásának része volt. Az első világháború után 1918-ban az új szerb-horvát-szlovén állam, majd később (1929-ben) Jugoszlávia része lett. 1991-től a független Horvátországhoz tartozik. 1991-ben lakosságának 60%-a szerb, 30%-a horvát, 10%-a jugoszláv nemzetiségű volt. 2011-ben a településnek 3 állandó lakosa volt. 

## Lakossága
| Lakosság változása | Lakosság változása | Lakosság változása | Lakosság változása | Lakosság változása | Lakosság változása | Lakosság változása | Lakosság változása | Lakosság változása | Lakosság változása | Lakosság változása | Lakosság változása | Lakosság változása | Lakosság változása | Lakosság változása | Lakosság változása |
| ------------------ | ------------------ | ------------------ | ------------------ | ------------------ | ------------------ | ------------------ | ------------------ | ------------------ | ------------------ | ------------------ | ------------------ | ------------------ | ------------------ | ------------------ | ------------------ |
| 1857               | 1869               | 1880               | 1890               | 1900               | 1910               | 1921               | 1931               | 1948               | 1953               | 1961               | 1971               | 1981               | 1991               | 2001               | 2011               |
| 0                  | 0                  | 0                  | 0                  | 135                | 130                | 74                 | 59                 | 57                 | 49                 | 46                 | 32                 | 20                 | 10                 | 5                  | 3                  |

(1900-tól településrészként, 1991-től önálló településként.)